# Dżermuk
Dżermuk – miasto w Armenii, w prowincji Wajoc Dzor. W 2022 roku liczyło 3900 mieszkańców; uzdrowisko.